# Phenacoccus viburnae
Phenacoccus viburnae är en insektsart som beskrevs av Hiroshi Kanda 1931. Phenacoccus viburnae ingår i släktet Phenacoccus och familjen ullsköldlöss. Inga underarter finns listade i Catalogue of Life.